# PMDTA
PMDTA (také N,N,N′,N′′,N′′-pentamethyldiethylentriamin) je organická sloučenina se vzorcem [(CH3)2NCH2CH2]2NCH3. Jedná se o zásaditý tridentátní ligand používaný v organolithné chemii. V čisté podobě jde o bezbarvou kapalinu, které mohou nečistoty dodávat nažloutlé zbarvení.

## Výroba
PMDTA se vyrábí z diethylentriaminu Eschweilerovou–Clarkeovou reakcí s formaldehydem a kyselinou mravenčí.
[H2N(CH2)2]2NH + 5 CH2O + 5 HCO2H → [Me2NCH2CH2]2NMe + 5 CO2 + 5 H2O

## Porovnání s diethylentriaminem
Na rozdíl od diethylenetriaminu jsou u PMDTA všechny tři aminové skupiny terciární. PMDTA i diethylentriamin jsou tridentátními ligandy, které vytvářejí z každé molekuly dva pětičlenné chelátové kruhy. Aminové skupiny diethylentriaminu jsou v měďnatém komplexu silnějšími σ-donory, než u odpovídajícího komplexu PMDTA. Kovy na sebe oba ligandy navazují tak, že tři dusíková centra jsou vzájemně v poloze cis.

## PMDTA a organolithné sloučeniny
PMDTA se používá k úpravě reaktivity organolithných sloučenin, jejichž shluky se za přítomnosti Lewisových zásad rozpadají, což usnadňuje reakce těchto sloučenin.
K tomuto účelu se běžně používá diterciární amin tetramethylethylendiamin (TMEDA), který se na lithium váže jako bidentátní ligand. PMDTA reaguje podobně, ale protože je tridentátní, tak je jeho vazba na lithium silnější. Oproti TMEDA vytváří PMDTA s organolithnými sloučeninami monomerní komplexy. Regiochemii metalací ovlivňují oba aminy.
V aduktech PMDTA/n-BuLi jsou vazby Li-C silně polarizované, což zvyšuje zásaditost butylové skupiny.
Jako příklad komplexačních schopností PMDTA lze použít jeho účinky na anilid lithný. Komplex [{PhN(H)Li}3·2PMDTA] je trojjaderný, s lithnými (Li+) centry přibližně v jedné přímce; tato centra jsou 3-, 4-, a 5-koordinovaná. Centrální 3-koordinovaný atom lithia není vázan na PMDTA. Jedno z koncových Li center má v N4 koordinační sféře pseudotetraedrickou geometrii. Druhé koncové lithium je 5-koordinované a váže se na dva anilino-dusíky a na PMDTA.

## Komplexy s přechodnými kovy a hliníkem
PMDTA vytváří často 5-koordinované komplexy, což způsobují sterické efekty vyvolávané methylovými skupinami. PMDTA stabilizuje neobvyklé kationty. První kationtový derivát alanu, [H2Al(PMDTA)]+[AlH4]−, byl připraven reakcí H3AlNMe3 s PMDTA.